# Kessler Motor Company
Die Kessler Motor Company war ein kurzlebiger US-amerikanischer Hersteller von Flugmotoren und Automobilen. Der Markenname für Motoren und Automobile lautete Kessler; für einige Fahrzeuge auch Kess-Line.

## Unternehmensgeschichte
Martin C. Kessler hatte 1907 einen ersten Automobilmotor für die Chandler Motor Car Company in Cleveland (Ohio) entworfen. Danach war er als beratender Ingenieur selbständig tätig. 1917 gründete er, nach mehreren Anläufen, in Detroit die Kessler Motor Company. Das Unternehmen lieferte Motoren für Kampfflugzeuge an die US-Regierung. Unklar ist, ob es dem Liberty-Programm angeschlossen war. Kessler war Präsident und Geschäftsführer der Gesellschaft. Zum Chefingenieur und Vizepräsident wurde William H. Radford berufen.

### Automobilbau
Die Rüstungsaufträge entfielen mit dem Ende des Ersten Weltkriegs. Wie viele ähnliche Betriebe, kam auch die Kessler Motor Company über die Suche nach anderen Produkten zum Automobilbau. Das erste Modell, der Kessler Super-Charge Four, wurde im Januar 1920 angekündigt und bereits im Februar auf der Detroit Auto Show gezeigt.

### Der Super-Charge Motor
Für das Kessler-Automobil wurde ein technisch interessanter Motor vorbereitet, dessen Konstruktion in der Folge sowohl von Kessler wie von Radford für sich reklamiert wurden. Es handelte sich um einen Zweiliter Vierzylinder-Reihenmotor mit integriertem Kompressor. Innovativ war der Ansatz, im Kurbelgehäuse einen Kompressionsraum zu integrieren; der Druck wurde durch die Abwärtsbewegung der Kolben aufgebaut. Als Leistung wurden mehr als respektable 70 bhp (52,2 kW) angegeben; ebenso viel wie ein Bugatti Type 35 in der Basisausführung. 
Das Ford Modell T leistete 20 bhp (15 kW). In der Werbung legte Kessler Wert darauf, dass sein Motor kaum Kohlerückstände bilde.

## Modelle

### Kessler Super-Charge Four
Der Kessler Super-Charge war, abgesehen vom Motor, ein sehr konventionell gebauter Personenwagen. Entsprechend den Möglichkeiten des Herstellers war er ein konfektioniertes Automobil, das aus zugekauften und aufeinander abgestimmten Komponenten aufgebaut war. Das Fahrgestell bestand aus einem Leiterrahmen mit Starrachsen vorn und hinten. Der Radstand betrug 117 Zoll (2972 mm). Äußerlich war der nur als Touring lieferbare Super-Charge Four eine glatte Kopie des kurz zuvor vorgestellten Packard Single Six, den er in der Leistung deutlich (Packard: 52 bhp / 38,8 kW) und im Radstand knapp (Packard: 116 in. / 2946 mm) überbot. Der Single Six kostete als Touring bei Markteinführung US$ 3640 (Preissenkungen folgten schnell), der Kessler Super-Charge Four moderate US$ 1995. Dennoch floppte der Super-Charge Four heftig; bis Ende 1921 entstanden gerade 16 Fahrzeuge. Die Gründe sind unklar, dennoch liegt die Vermutung nahe, dass die Ursache im Motor zu suchen ist.

### Kess-Line Motors Company
Den Motorenbau hatte Kessler nicht aufgegeben. Als es um einen Nachfolger des glücklosen Super-Charge Four ging, wurde zu dessen Herstellung die Kess-Line Motors Company als Tochtergesellschaft eingerichtet und mit Kess-Line ein neuer Markenname eingeführt. Wiederum amteten Kessler als Präsident und Geschäftsführer und Radford als Chefingenieur und Vizepräsident. Finanzvorstand und Sekretär war H. H. Scott, der von der Fisher Body Co. kam. Eine neue Produktionsstätte wurde in den ehemaligen Räumlichkeiten der Liberty Motor Car Company in Detroit gefunden und angemietet. Kessler muss hohe Erwartungen in sein neues Produkt gelegt haben; in ihrem besten Jahr (1921) waren nicht weniger als 21.000 Liberty Sechszylinder verkauft worden; diese Anlagen waren daher viel zu groß für Kessler.
Auch der Kess-Line 8 bediente sich stilistisch ausgiebig bei der Konkurrenz; Motorhaube und Kühlermaske sahen jener des deutlich teureren Lincoln Modell L zum Verwechseln ähnlich. Anders als der massive Lincoln erhielt der Kess-Line aber eine sportlichere Linienführung mit „helmförmigen“ Kotflügeln (nahe am Rad geführt und unten auskragend; das Profil erinnert an einen antiken Helm). Anstelle von Trittbrettern gab es eine vernickelte Trittstufe zu jeder der vier Türen des weiterhin nur als Touring angebotenen Fahrzeugs. Die Kühlermaske war ebenfalls vernickelt. Der Motor war nun ein Reihen-Achtzylinder mit 100 bhp (74,6 kW) Leistung. Das war ein sehr hoher Wert, der nur von wenigen Serienfahrzeugen der damaligen Zeit übertroffen wurde, etwa dem vorgenannten Bugatti Type 35 in der Kompressorversion oder dem Mercedes 24/100/140 PS. In den USA erreichten nur Fahrzeuge wie der in kleinsten Stückzahlen gebaute Porter (125 bhp) ähnliche Werte; einheimische Luxuswagen leisteten um 80 bis 90 bhp.
- Lincoln Modell L: 81 bhp (60 kW); seitengesteuerter V8-Motor mit 5,8 Liter Hubraum
- Packard Twin Six: 88 bhp (65,6 kW); seitengesteuerter V12-Motor mit 6,8 Liter Hubraum
- Duesenberg Modell A: 88 bhp (65,6 kW); obengesteuerter Reihen-Achtzylindermotor[10] mit 4,3 Liter Hubraum
- Daniels Modell D: 90 bhp (67,1 kW); seitengesteuerter V8-Motor mit 6,6 Liter Hubraum[11]
- Locomobile Modell 48: 95 bhp (70,8 kW); Sechszylinder T-Kopf-Motor mit 8,5 Liter Hubraum[12]

Auch der Kess-Line 8 erfüllte die Erwartungen nicht; nur 12 Fahrzeuge wurden gebaut, nach einer älteren Quelle sogar nur eines.

## Fortbestehen ohne Automobilbau
Danach gab Kessler den Automobilbau auf. Radford ging nach Kalifornien, um dort die Produktion des Balboa mit Kessler-Achtzylindermotor vorzubereiten; dieses Projekt kam indes nicht über das Prototypenstadium hinaus. Weitere Anwendungen des Super-Charge-Motors sind nicht bekannt.
Wie lange das Unternehmen danach noch existierte, ist ebenfalls nicht bekannt. Belegt ist es bis mindestens 1927. Martin Kessler übernahm sich finanziell, als er in den 1930er Jahren ein Zehnzylinder-Automobil entwickelte.

## Modellübersicht
| Bauzeit   | Modell                    | Zyl. | Hubraum cm³ | Leistung bhp / kW | Radstand in. / mm | Karosserie | Listenpreis |
| --------- | ------------------------- | ---- | ----------- | ----------------- | ----------------- | ---------- | ----------- |
| 1920–1921 | Kessler Super-Charge Four | R4   | 2000        | 70 / 52,2         | 117 / 2972        | Touring    | US$ 1995    |
| 1922      | Kess-Line 8               | R8   | [ Anm. 1 ]  | 100 / 74,6        | 119 / 3023        | Touring    | US$ 2195    |
| 1924–1925 | Balboa Eight              | R8   | 2917        | 100 / 74,6        | 127 / 3226        | Touring    | US$ 2900    |